# Essa Mulher
Essa Mulher é um álbum de estúdio da cantora brasileira Elis Regina, lançado em 1979 pela WEA.
Entre as faixas do álbum, a que ganha maior destaque é o "O Bêbado e a Equilibrista" um dos maiores sucessos de 1979, se tornou hino do Movimento pela Anistia; a música composta pela dupla João Bosco e Aldir Blanc de início viria a ser um homenagem ao personagem Carlitos de Charles Chaplin, mas que com o passar do tempo ganhou maior relevância ao contexto social político do país contendo diversos elementos como críticas à ditadura militar, exílio, tortura, etc.

## Faixas
| N.º | Título                        | Compositor(es)                             | Duração |  |
| 1.  | "Cai Dentro"                  | Baden Powell / Paulo César Pinheiro        | 2:40    |  |
| 2.  | "O Bêbado e a Equilibrista"   | João Bosco / Aldir Blanc                   | 3:49    |  |
| 3.  | "Essa Mulher"                 | Joyce / Ana Terra                          | 3:50    |  |
| 4.  | "Basta de Clamares Inocência" | Cartola                                    | 3:42    |  |
| 5.  | "Beguine Dodói"               | João Bosco / Aldir Blanc / Claudio Tolomei | 2:14    |  |
| 6.  | "Eu Hein Rosa!"               | João Nogueira / Paulo César Pinheiro       | 3:36    |  |
| 7.  | "Altos e Baixos"              | Sueli Costa / Aldir Blanc                  | 3:28    |  |
| 8.  | "Bolero de Satã"              | Guinga / Paulo César Pinheiro              | 3:31    |  |
| 9.  | "Pé Sem Cabeça"               | Danilo Caymmi / Ana Terra                  | 2:57    |  |
| 10. | "As Aparências Enganam"       | Tunai / Sérgio Natureza                    | 4:09    |  |

## Créditos
Créditos dados pelo Discogs.

### Ficha técnica
- Produção: Marco Mazzola
- Co-Produção: César Camargo Mariano
- Direção artística: Mello Menezes
- Direção musical: César Camargo Mariano
- Arranjos: César Camargo Mariano
- Engenheiros de som – Cláudio Faria, Rafael Azulay e Vitor Farias
- Disco dedicado: "À presença do Bituca. À ausência do Tenório Jr"[3][4]

### Músicos
- Participação especial de Cauby Peixoto em "Bolero de Satã"
- Ronaldo, Roberto, Waldir, Mário, Regina, Viviane — vocal
- Joyce — violão em "Essa mulher"
- Hélio Delmiro — guitarra e violão
- Ary Piassarollo — guitarra
- César Camargo Mariano — teclados
- Chiquinho do Acordeom — acordeão
- Celso Woltzenlogel, Altamiro Carrilho, Jorginho da Flauta (Jorge Ferreira da Silva) e Jayme — flautas
- Márcio Montarroyos e Maurílio da Silva Santos — trompete
- Ed Maciel — trombone
- Zé Bodega — sax tenor
- Luizão Maia — Baixo elétrico
- Paulinho Braga — bateria e percussão
- Chico Batera — bateria e percussão
- Sidinho Moreira — tamborim
- Carlinhos da Mocidade e Jorge Luís da Mocidade — agogô
- Ronaldo da Mocidade — pandeiro